# Station Wąbrzeźno
Station Wąbrzeźno is een spoorwegstation in de Poolse plaats Wąbrzeźno.